# Catherine Russell
Catherine Russell, detta Cat (New York, 20 settembre 1956), è una cantante statunitense, nota per il suo album del 2016 Harlem on My Mind.

## Biografia

### Formazione
Suo padre era Luis Russell, un pianista nato a Panama e "leader di una delle big band più impressionanti della prima scena jazz di New York dopo aver guidato un gruppo a New Orleans e trasferitosi a Chicago, dove lavorò con King Oliver, che offrì a Louis Armstrong la sua prima grande occasione." Oliver in seguito divenne il direttore musicale di lunga data di Louis Armstron. La madre di Cat, Carline Ray, si era laureata sia alla Juilliard che alla Manhattan School of Music e si era esibita con gli International Sweethearts of Rhythm durante la Seconda guerra mondiale. In seguito si è esibita "con Doc Cheatham e Wynton Marsalis, tra gli altri".
L'interesse della Russell per la musica iniziò da bambina. Da ragazza era "immersa nel primo jazz, dalle registrazioni degli anni '20 e '30, fino alle orchestre R&B di suo padre degli anni '40 e '50". Era anche innamorata della musica country, compresi i primi George Jones, Patsy Cline, Hank Williams e Merle Haggard, perché le piaceva "tutto ciò che dondola".

### Carriera da cantante
A metà degli anni '80 visitava spesso un club di Manhattan dove il chitarrista Jimmy Vivino era il leader della band. Una sera fu invitata a cantare sul palco con il musicista Donald Fagen della band Steely Dan. Subito dopo la Russell fu invitata a fare un tour con la "New York Rock and Soul Revue" di Fagen nel 1992. Quando gli Steely Dan si riunirono nel 1993, Fagen la invitò a unirsi a loro e fece una tournée con loro fino al 1996. Trascorse "molti anni sulla strada con gruppi rock, blues, jazz, soul e gospel ". Preferiva andare in tour con band acustiche perché non doveva competere con le chitarre elettriche.
Dal 2002 al 2004 la Russell ha lavorato con David Bowie come membro della band, incaricata della parte vocale e dei contributi alla chitarra, tastiera e percussioni per l'Heathen Tour, A Reality Tour di Bowie e il suo album Reality di fine 2003. Ricordando queste esperienze, la Russell disse: "Lavorare con David è stato un sogno che si avvera. Ero una fan dal 1971. Era un uomo così gentile e musicalmente generoso. Ha tirato fuori il meglio di me. Oltre al canto di sottofondo, mi ha permesso di suonare diversi strumenti: tastiere, percussioni, chitarra e mandolino. Mi ha permesso di andare oltre quello che pensavo di essere capace. Era premuroso, divertente e amava la sua famiglia. Sono fortunata di averlo conosciuto".

### Carriera come jazzista
Quando la carriera nella tournée di Bowie fu sospesa nel 2004, il socio in affari della Russell e in seguito suo marito Paul Kahn le suggerì di registrare un album come solista. La Russell però inizialmente rifiutò l'idea perché credeva di avere già "una bella carriera come cantante di riserva". Alla fine tuttavia acconsentì a registrare tracce di canzoni nello studio di un amico a Skokie, Illinois. Kahn invitò quindi i dirigenti di una casa discografica per ascoltare la Russell cantare a New York, cosa che portò a un contratto discografico con Harmonia Mundi. Le prime tracce registrate in Illinois sono diventate il suo primo album, Cat (2006).
Cat Russell sperimentò subito una "ondata di metà carriera" nella quale passò da una "cantante di supporto richiesta e di prima scelta ad una rock e pop star" fino a diventare "la principale interprete vocale di canzoni vintage jazz e R&B". Seguirono sei album, circa uno ogni due anni, affiancati da un fitto programma di tour in Asia, Australia, Europa e Stati Uniti. Con le sue radici nel jazz e nel blues, la Russell divenne rapidamente nota nei circoli jazz e, a gennaio 2014, era la seconda artista femminile più venduta in diverse classifiche jazz.
La sua voce è stata descritta come "un ricordo di molti dei grandi cantanti jazz e blues. Il suo fraseggio è impeccabile e la sua interpretazione rilassata e senza sforzo; non sembra mai che lei stia 'provando'." Il New York Times ha dichiarato che le sue idee per progetti le performance sono "una forza, un buon umore e un'intelligenza che avvolgono la stanza in uno stato d'animo di bonomia". La sua interpretazione del brano di Irving Berlin "Harlem on My Mind" è stata molto elogiata da Jazz Times che ha dichiarato che "se c'è una risposta post-millennium a Dinah Washington, sicuramente è Catherine Russell: la stessa straordinaria destrezza vocale-urlatrice blues incontra lo stile jazz; stessa forza espressiva; stessa chiarezza immacolata; stessa capacità di passare senza problemi da impertinente a sentimentale."
La cover di Cat Russell della canzone degli anni '20 "Crazy Blues" è stata usata nell'episodio "The Emerald City" del dramma della HBO Boardwalk Empire. Questa canzone è stata inclusa in una registrazione della colonna sonora che ha vinto nel 2012 il Grammy Award per la migliore colonna sonora di compilation per Visual Media ai 54° Grammy Awards.
Nel 2019 la Russell è apparsa come personaggio nel film biografico Bolden!, sul primo artista jazz Buddy Bolden. Ha eseguito la canzone folk blues "Make Me a Pallet on the Floor". Lo stesso anno, ha pubblicato il suo settimo album, Alone Together, con la Dot Time Records.

## Premi

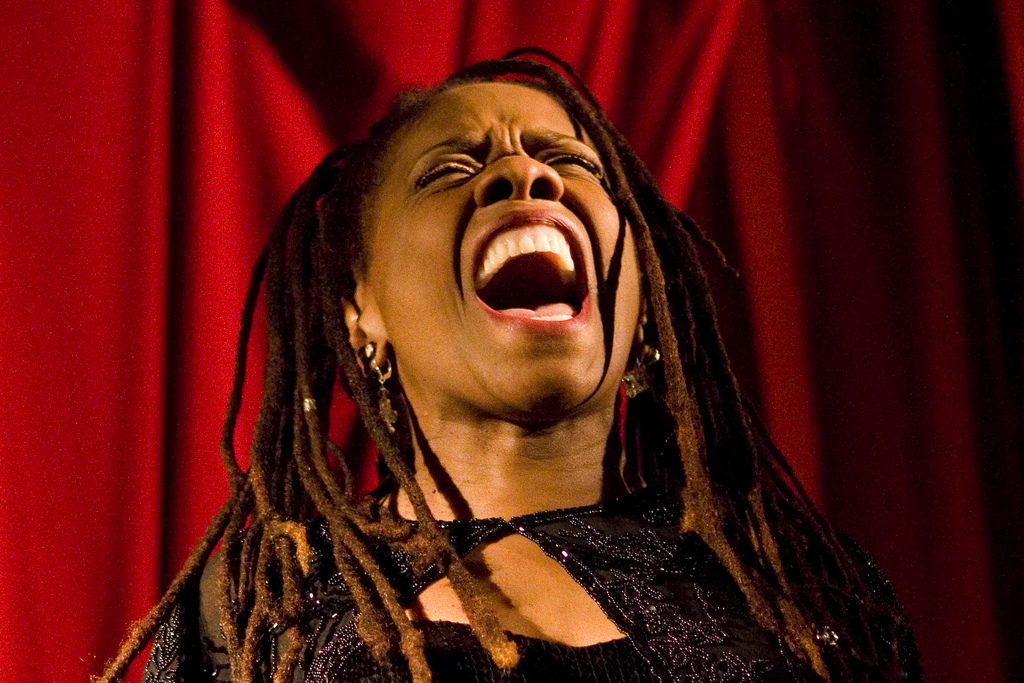
Cat Russell in uno spettacolo del 2009

- German Record Critics' Award — Sentimental Streak (2008)
- Prix Decouverte from Hot Club de France — Sentimental Streak (2008)
- Grammy Award — Best Americana Album — Levon Helm, Electric Dirt (2009)
- Grammy Award — Best Compilation Soundtrack — Visual Media, Boardwalk Empire Vol. 1 (2011)
- Prix du Vocal Jazz from L'Academie du Jazz — Strictly Romancin' (2012)
- Grand Prix from Hot Club de France — Strictly Romancin' (2012)
- NYC Nightlife Award — Outstanding Jazz Performer (2012)
- Bistro Award for Outstanding Achievement, Recording — Strictly Romancin' (2013)
- Fans Decision Jazz Award — Hot House Magazine & Metropolitan Room — Female Vocalist (2016)
- The Louie from The Louis Armstrong House Museum — Preserving and Promoting the Legacy of Louis Armstrong (2016)
- Grammy Nomination — Best Jazz Vocal Album — Harlem on My Mind (2017)
- Grammy Nomination - Best Jazz Vocal Album - Alone Together (2019)

## Discografia

### Album
- Cat[7] (2006)
- Sentimental Streak[3] (2008)
- Inside This Heart of Mine[14] (2010)
- Strictly Romancin'[14] (2012)
- Bring It Back[14] (2014)
- Harlem on My Mind[8] (2016)
- Alone Together[13] (2019)

### Colonne sonore e compilation come artista principale
- The New Jazz Divas: NPR Discover Songs (2010)
- Walkin' & Swingin' (2011)
- Boardwalk Empire, Vol 1. (2011)
- Kill Your Darlings – Original Motion Picture Soundtrack (2013)
- Bolden (Original Soundtrack) – Wynton Marsalis (2019)
- Big Band Holidays II - Jazz at Lincoln Center Orchestra with Wynton Marsalis (2019)

### Come cantante, musicista o cantante ospite
Some of Russell's credits are as follows:
- 1990: The Immaculate Collection – Madonna (Background Vocals)
- 1993: The Wheel – Rosanne Cash (Background Vocals)
- 1993: The Rainy Season – Marc Cohn (Background Vocals)
- 1993: Kamakiriad – Donald Fagen (Background Vocals)
- 1995: Twelve Deadly Cyns...and Then Some – Cyndi Lauper (Background Vocals)
- 1995: Retrospective – Rosanne Cash (Background Vocals)
- 1995: Relish – Joan Osborne (Background Vocals)
- 1995: Alive in America – Steely Dan (Percussion, Vocals – Background, Human Whistle)
- 1997: Sisters of Avalon – Cyndi Lauper (Composer, Mandolin, Vocals)
- 1997: Child: Music for the Christmas Season – Jane Siberry – (Vocals)
- 1998: I'm Still Here... Damn It! – Sandra Bernhard (Background Vocals)
- 1998: Gloria! – Gloria Estefan (Background Vocals)
- 1998: Burning the Daze – Marc Cohn (Background Vocals)
- 1999: Here Comes The Bride – Spin Doctors (Background Vocals)
- 1999: A Crash Course in Roses – Catie Curtis (Gut String Guitar)
- 2000: Live at Shanghai Jazz – Earl May Quintet Introducing Catherine Russell (Lead Vocals)
- 2002: Sleepless – Peter Wolf (Background Vocals)
- 2003: Rules of Travel – Rosanne Cash (Background Vocals)
- 2003: Reality – David Bowie (Background Vocals)
- 2003: Everything Must Go – Steely Dan (Background Vocals)
- 2004: A Reality Tour – David Bowie (Vocals, Mandolin, Percussion, Guitar, Keyboards)
- 2005: Black Yankee Rock – Chocolate Genius (Background Vocals)
- 2006: Black Cadillac – Rosanne Cash (Background Vocals)
- 2007: I Love You – Diana Ross (Background Vocals)
- 2008: The Orchard – Lizz Wright (Background Vocals)
- 2009: Electric Dirt – Levon Helm (Vocals, Guest Artist)
- 2010: Midnight Souvenirs – Peter Wolf (Background Vocals)
- 2010: Feed My Soul – The Holmes Brothers (Vocals – Background, Cowbell, Mandolin)
- 2011: Matthew Morrison – Matthew Morrison (Choir / Chorus)
- 2011: Cicada – Hazmat Modine (Background Vocals)
- 2012: Sunken Condos – Donald Fagen (Background Vocals)
- 2013: 13 Live – Jimmy Vivino & The Black Italians (Vocals – Lead & Background)
- 2014: The River & the Thread – Rosanne Cash (Background Vocals)
- 2014: Tales from the Realm of the Queen of Pentacles – Suzanne Vega (Background Vocals)
- 2014: Great Big World – Tony Trischka (Lead Vocal)
- 2015: Soul Time! – Southside Johnny and the Asbury Jukes (Background Vocals)
- 2015: This Is Where I Live – William Bell (Background Vocals)
- 2016: A Cure for Loneliness – Peter Wolf (Background Vocals)